# Сальников Олександр Петрович
Олександр Петрович Сальников (3 липня 1949, Севастополь — 17 листопада 2017) — український радянський баскетболіст. Ріст — 197 см. Один із найсильніших снайперів радянського баскетболу. Заслужений майстер спорту СРСР (1974).

## Спортивна кар'єра
- 1968—1972 — «Будівельник» (Краснодар)
- 1973—1974 — «Будівельник» (Київ)
- 1975—1975 — ЦСКА (Москва)
- 1975—1977 — «Будівельник» (Київ)
- 1978—1988 — СКА (Київ)
- 1989—1991 — «Легія» (Варшава)

## Біографія
Вихованець кубанського баскетболу. Сальников почав тренуватися в ДЮСШ міста Туапсе у Віктора Петровича Фіонова - заслуженого тренера Росії.
Закінчивши школу, вступив в Краснодарський медінститут, де його примітив молодий  тренер Олександр Банников, учень Ігоря Зеленова - метра кубанського баскетболу. Банников запросив 17-річного студента Сальникова в команду вищої ліги «Будівельник» (Краснодар), а трохи пізніше - у збірну Краснодарського краю. 1971 року збірна Кубані вперше виграла фінал Спартакіади народів РРФСР]. Одним з провідних гравців, снайпером тієї команди був 22-річний Сальников.
З 1972 року Сальников грав в київському «Будівельнику». На наступний рік закінчив Київський медичний інститут і у складі «Будівельнику» вперше став бронзовим призером чемпіонату СРСР.
У тому ж 1973 році Сальников дебютував у збірній СРСР і разом з нею виграв «Перший Всесвітній фестиваль баскетболу» - турнір дев'яти найсильніших команд світу (за участю, в тому числі, збірних Югославії, США, Куби), що проходив у столиці Колумбії Боготі під егідою ФІБА.
1985 року вступив до Київського інституту фізичної культури. Закінчив його 1989 року і отримав спеціальність: тренер з баскетболу.
1989 року звільнився з лав Радянської Армії у званні майора медичної служби.
У одному з матчів за київський СКА встановив рекорд результативності чемпіонатів СРСР – 66 очок (в той час ще було 3-очкових кидків).
1989 року був запрошений тренером в команду чоловічий вищої ліги варшавської «Легії» (Польща). Але після того як Сальников провів кілька тренувань, президент клубу, оцінивши його фізичну форму і майстерність, ухвалив рішення, щоб він був на майданчику не тільки тренером, а й гравцем. Так він два роки був граючим тренером в БК «Легія» (Варшава). З 1991 по 1993 рік працював головним тренером БК «Легія» (Варшава). Професійну кар'єру гравця закінчив 1991 року, коли йому виповнилося 42 роки.

## Досягнення
- Бронзовий призер Олімпійських ігор 1976, 1980.
- Чемпіон світу 1974. Срібний призер 1978.
- Чемпіон Європи 1979, 1981. Срібний призер 1975, 1977.
- Срібний призер чемпіонату СРСР 1975, 1977. Бронзовий призер 1974.

## Статистика
Статистика виступів на Олімпійських іграх:
| Команда | Турнір  | Ігри | Очки | Ср.   |
| ------- | ------- | ---- | ---- | ----- |
| СРСР    | ОІ-1976 | 6    | 64   | 10,67 |
| СРСР    | ОІ-1980 | 8    | 75   | 9,38  |
| Усього  | 2       | 14   | 139  | 9,93  |